# Тартано
Тартано (итал. Tartano) је насеље у Италији у округу Сондрио, региону Ломбардија.
Према процени из 2011. у насељу је живело 27 становника. Насеље се налази на надморској висини од 1157 м.

## Становништво
Према резултатима пописа становништва 2011. у општини је живело 190 становника.
| 1931. | 1936. | 1951. | 1961. | 1971. | 1981. | 1991. | 2001. | 2011. |
| ----- | ----- | ----- | ----- | ----- | ----- | ----- | ----- | ----- |
| 1.196 | 1.189 | 1.211 | 1.162 | 707   | 489   | 328   | 262   | 190   |